# Йокотоко
Йокотоко (Grallaria ridgelyi) — вид горобцеподібних птахів родини Grallariidae.

## Назва
Наукова назва ridgelyi вшановує американського орнітолога Роберта Стерлінга Ріджлі, який брав участь у відкритті виду. Загальна назва «йокотоко» походить від місцевої назви птаха «jocotoco», яка є звуконаслідуванням його співу.

## Поширення
Вид вперше виявлений у 1997 році. Вважалося, що його ареал обмежується верхів'ям річки Чінчіпе в Саморі-Чінчіпе на південному сході Еквадору, але в 2006 році його популяція була виявлена в Кордильєра-дель-Кондор в Кахамарці на півночі Перу. Населяє вологий моховий ліс із багатими бамбуковими насадженнями Chusquea та деревами Cecropia. Трапляється на висотах від 2250 до 2700 метрів.

## Опис
Його довжина становить 22 см. Має чорну корону; обличчя майже повністю темно-сіре, за винятком білих вусів; спина сірувато-коричнева, з іржавими відтінками крил і чорними смугами на спині і плечах; нижні частини білувато-сірі. Райдужка червона, дзьоб чорний, а ноги сірі.

## Спосіб життя
Харчується жуками, мурахами та іншими комахами та їх личинками, дощовими хробаками, багатоніжками та іншими безхребетними.